# Trainz
Trainz – seria trójwymiarowych symulatorów jazdy pojazdów szynowych, stworzonych przez australijską firmę Auran dla systemów operacyjnych Microsoft Windows i macOS. Jego pierwsza wersja, jeszcze pod nazwą Trainz została wydana na początku 2002 roku. Pod koniec ukazała się reedycja z wieloma dodatkowymi narzędziami znana jako Ultimate Trainz Collection. W 2004 producent wydał zupełnie nową wersję: Trainz Railroad Simulator 2004. Działała ona na nowej wersji silnika, który potrafił wykorzystywać nowe możliwości oferowane przez karty grafiki, a także wprowadzał wiele usprawnień do samej gry.

## Gry należące do serii
- Trainz
- Trainz 1.0
- Trainz Railroad Simulator 2004
- Trainz Railroad Simulator 2006
- Trainz Railroad Simulator 2007
- Trainz Driver
- Trainz Classics
- Ultimate Trainz Collection
- Trainz Simulator 2009 World Builder Edition
- Trainz Simulator 2010 Engineers Edition
- Trainz Simulator 2010 Engineers Edition iPad Version
- Trainz 10th Anniversary Collector's Edition (Trainz Simulator 12)
- Trainz Simulator 12
- Trainz Simulator: Mac
- Trainz Simulator 2 Mac
- Trainz Simulator: A New Era
- Trainz Railroad Simulator 2019[3]
- Trainz Railroad Simulator 2022[4]
- Trainz Plus[5]